# Shahpura (Mandla)
|  | Per a altres significats, vegeu «Shahpura (desambiguació)». |

Shahpura fou un estat tributari protegit al districte de Mandla, Índia, Províncies Centrals.
El 1857 el raja es va revoltar però fou sotmès al començament de 1858 i el principat annexionat al districte de Mandla.